# Apamea veterina
Apamea veterina är en fjärilsart som beskrevs av Lederer 1853. Apamea veterina ingår i släktet Apamea och familjen nattflyn. Inga underarter finns listade i Catalogue of Life.